# Irina Voronkova
Irina Andreevna Voronkova (em russo: Ирина Андреевна Воронко́ва; Istambul, 20 de outubro de 1995) é uma voleibolista russa que atua na posição de ponteira. 
Ela nasceu em Istambul e morou lá até 2006, e não possui cidadania turca; na época seu pai, o técnico Andrei Voronkov atuava neste país. Em 2012 foi semifinalista no Campeonato Europeu Sub-20  na Turquia, sendo a maior pontuadora da edição; já em 2015 ganhou a medalha de ouro na Universíada na edição de 2015, sendo melhor oposta e medalhista de prata na Copa Yeltsin de 2017 e também no Montreux Volley Masters de 2018 e de bronze na Copa do Mundo do Japão de 2019, além de disputar os Jogos Olímpicos de Verão de 2020.Em clubes foi premiada na temporada 2020-21 como a melhor ponteira e melhor jogadora, ainda melhor jogadora da Copa da Rússia no período de 2021-22..

## Clubes
| Clube                  | De        | A         |
| ---------------------- | --------- | --------- |
| SDJUSŠOR-65 Nika       | 2007–2009 | 2009–2010 |
| Dinamo Moscou-2        | 2010–2011 | 2010–2011 |
| Dinamo Kazan           | 2009–2010 | 2010–2011 |
| Dinamo Kazan           | 2012–2013 | 2013–2014 |
| Zaretche Odintsovo     | 2014–2015 | 2015–2016 |
| Dinamo Kazan           | 2016–2017 | 2017–2018 |
| Lokomotiv Kaliningrado | 2018–2021 | 2021–2022 |
| Eczacıbaşı SK          | 2022–     |           |

## Conquistas

### Seleção
- 2012  – Campeonato Europeu JUvenil
- 2017  – Copa Yeltsin
- 2018  – Torneio Montreux Volley Masters
- 2019  – Copa do Mundo
- 2015  – Gwangju 2015

### Clubes
- 2012  – Copa da Rússia
- 2012  – Copa da Rússia
- 2012–2014  – Campeonato Russo
- 2013–2014  – Liga dos Campeões da Europa
- 2014  – Campeonato Mundial de Clubes
- 2016-2017  – Copa da Rússia
- 2016-2017  – Copa CEV
- 2019  –Supercopa da Rússia
- 2020–2021  – Campeonato Russo
- 2022  – Campeonato Mundial de Clubes
- 2022  – Spartakiada

## Prêmios individuais
- Maior pontuadora – Campeonato Europeu Juvenil de 2012
- Melhor oposta – Copa Yeltsin de 2017
- Melhor jogadora (MVP) – Campeonato Russo de 2020-21
- Melhor ponteira – Campeonato Russo de 2020-21
- Melhor jogadora (MVP) – Copa da Rússia de 2021-22